# Бјала Подласка
Бјала Подласка (пољ. Biała Podlaska) град је у Пољској. Налази се у Војводству Лублин (пољ. lubelskie). Ово је град са статусом повјата и спада у општину Бјала Подласка. Град има 57.196 становника, а густина насељености износи 1.176 становника по km². Град се простире на површини од 49,40 km². Бјала Подласка је основан 1481. године. Градоначелник града је Анджеј Чапски (пољ. Andrzej Czapski). Град се налази близу границе Пољске и Белорусије, у долини реке Кшна (пољ. Krzna). Бјала Подласка се налази поред међународног европског пута E30 Париз - Берлин - Варшава - Минск - Москва - Омск, као и поред државног пута бр. 2.
.

## Демографија
| 1946.  | 1950.  | 1960.  | 1970.  | 1995.  | 2010.  | 2012.  |
| ------ | ------ | ------ | ------ | ------ | ------ | ------ |
| 15.007 | 13.345 | 20.148 | 26.500 | 56.453 | 57.958 | 57.990 |

## Партнерски градови
- Ниор
- Баранавичи
- Брест